# Museo de Wellington
El Museo de Wellington (anteriormente conocido como Museo de la Ciudad y del Mar) es un museo en Queens Wharf, Wellington, Nueva Zelanda. Ocupa la Tienda de bonos, un edificio histórico de 1892 en Jervois Quay en el frente marítimo del Puerto de Wellington. El periódico The Times lo colocó como uno de los 50 mejores museos en el mundo.

## Historia
El museo abrió en 1972 como el Museo Marítimo del Wellington en la junta del muelle del Puerto.
En 1989, con la reorganización de los cuerpos locales en toda Nueva Zelanda, el museo fue transferido al Consejo de la Ciudad de Wellington (WCC) y expandido para incluir la historia social de la región. La conversión de este edificio al Museo de la Ciudad y el Mar fue completado en 1999, y fue renombrado como Museo de Wellington en julio de 2015. El museo es organizado por Wellington Experience.

## Áreas del museo
El museo abarca cuatro pisos que cubren la historia de Wellington. Conmemorando la historia marítima de la ciudad, el poblamiento temprano Māori y europeo, y el crecimiento de la región, el museo busca mostrar cómo la ciudad ha evolucionado sobre sus 150 años como la capital de Nueva Zelanda. Una pantalla de cine gigante entre la planta baja, el primer y segundo pisos muestra una serie de películas sobre Wellington. Hay tres áreas de teatro: uno dedicada a contar leyendas Māori que utilizan un "Fantasma de Pepper", otro conmemorativo al hundimiento del TEV Wahine y la Máquina del Tiempo de Wellington, localizada en el piso superior Un espacio de exposición nuevo, El Ático, fue inaugurada a finales de 2015 después de una extensa remodelación y restauración de piso superior.